# 梅村正司
梅村 正司（うめむら しょうじ、1920年1月29日 - 2004年7月13日）は、日本の経営者。日興証券社長を務めた。神奈川県横浜市出身。

## 経歴
1933年に日興証券に入社し、1942年に早稲田大学専門部政治経済学科を卒業。1962年11月に取締役に就任し、1968年8月に常務、1971年11月に専務、1976年11月に副社長を経て、1981年12月には社長に就任。1986年12月に会長に就任し、1996年6月には相談役に就任。
1984年11月に藍綬褒章を受章し、1995年11月に勲一等瑞宝章を受章。
2004年7月13日に肺炎のために死去。84歳没。